# Cofrinho

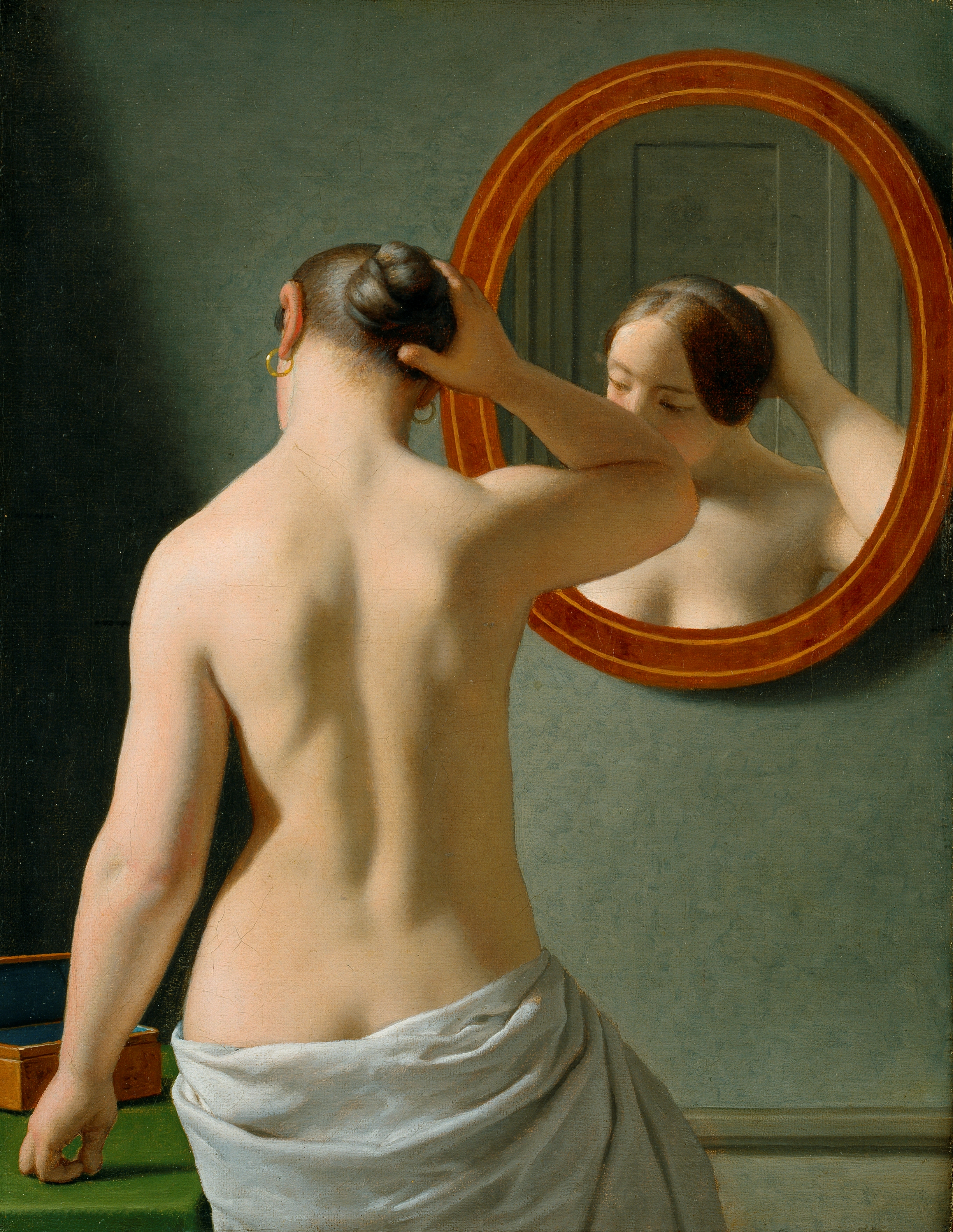
Pintura de Christoffer Wilhelm Eckersberg de uma mulher onde é possível visualizar seu "cofrinho".

Cofrinho é um nome informal dado à exposição parcial da fenda interglútea, que geralmente ocorre ao agachar-se utilizando calças folgadas ou ao utilizar roupas com o cós baixo. O nome se origina da associação da parte do corpo exposta com a fenda presente para inserção de dinheiro em alguns tipos de cofres.
Tal exposição causa constrangimento e ofensa em ocasiões formais, sendo comum a ridicularização dos expositores com o uso de anedotas em ocasiões informais.

## História
Quando confrontado com acusações de indecência na década de 30, W. G. Cassidy explicou em um artigo intitulado Private Parts: A Judicial View (Partes Íntimas: Uma Visão Judicial) que o cofrinho poderia ser colocado na categoria "outras partes íntimas" na lei australiana, apesar de indecência geralmente cobrir apenas a área genital.
A cientista social Ariel Levy descreveu o uso do jeans de cós baixo que revela o cofrinho, juntamente com os tops miniaturizados que revelam os implantes de silicone e piercings de umbigo, como exemplos da ascensão da "cultura vulgar" (raunch culture) entre as mulheres, em seu livro Female Chauvinist Pigs: Women and the Rise of Raunch Culture.
Na moda do começo dos anos 2000, tornou-se moda para jovens mulheres e homens exporem suas nádegas desta forma, normalmente em conjunto com jeans de cós baixo. O jornal The Cincinnati Enquirer chamou o cofrinho de "o novo decote" e expressou visões de que "É virtualmente impossível encontrar calças jeans que cubram seus ossos do quadril". Em agosto de 2001, o jornal britânico The Sun celebrou a "semana do cofrinho" alegando que "nádegas são os novos peitos". Em reação a essa onda, o programa de televisão americano Saturday Night Live levou ao ar uma paródia de anúncio no seu episódio de 16 de abril de 2006 para um produto chamado "Creme para Cofrinho Neutrogena", no qual a apresentadora Lindsay Lohan aparece.
O estilista britânico Alexander McQueen era particularmente mencionado como o originador das calças jeans que revelavam o decote das nádegas, conhecidas como "bumster" na crítica cultural de Sheila Jeffreys, Beauty and Misogyny: Harmful Cultural Practices in the West (Beleza e Misoginia: Práticas Culturais Nocivas no Ocidente) A patente de número 6473908 do sistema estadunidense de patentes registra um projeto para as calças que expunham o cofrinho. Na metade dos anos 2000, o telejornal americano Good Morning America fez uma reportagem da crescente popularidade do cofrinho entre celebridades.

## Designação

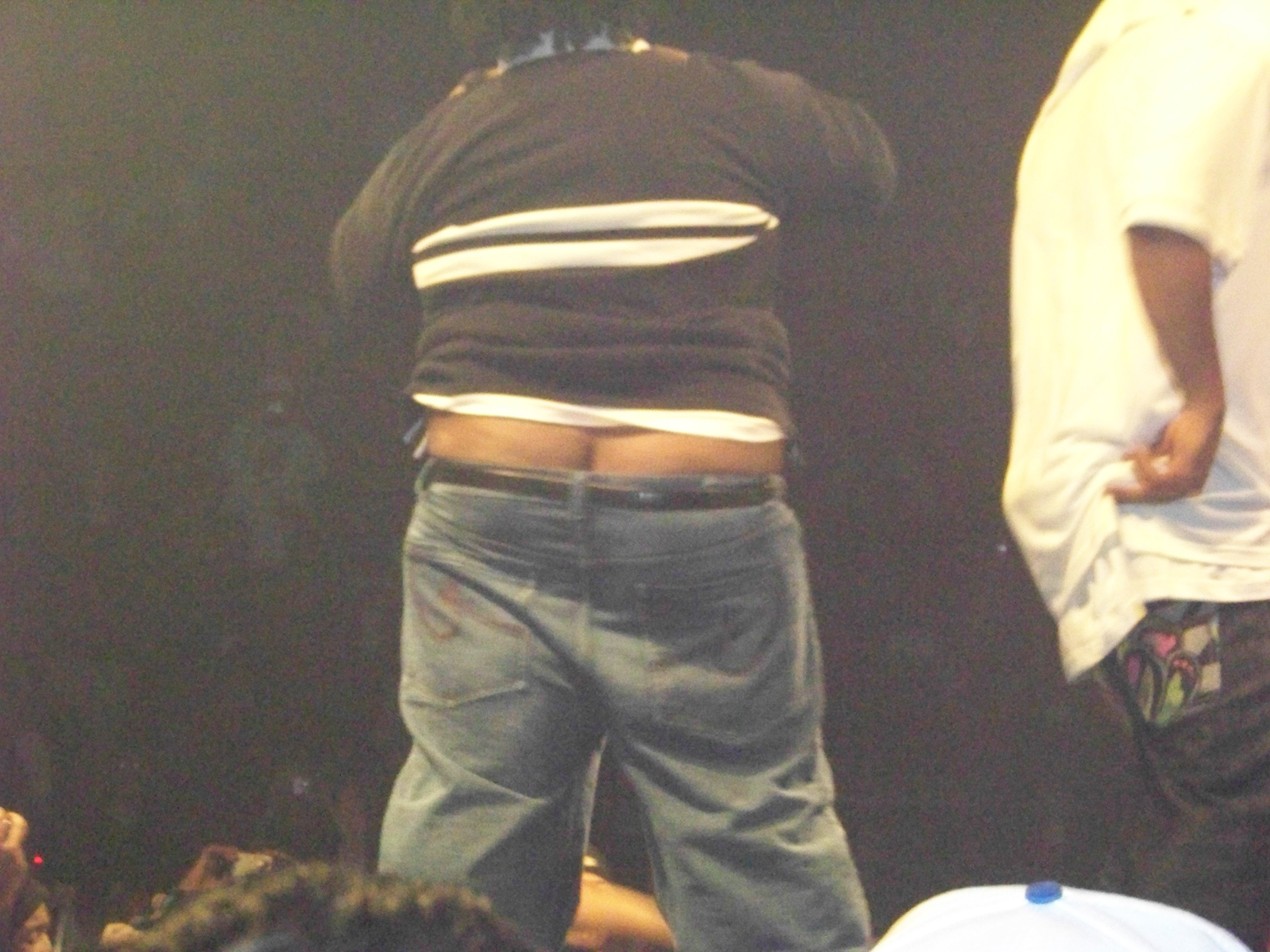
O rapper Bone Crusher expondo suas nádegas.

Os termos "plumber's crack" ("racha de encanador", do inglês canadense, australiano e estadunidense) e "builder's bum" ("bunda de pedreiro", do inglês britânico) referem-se à exposição do cofrinho por parte dos homens, especialmente em ocasiões de inclinar-se para frente desatentamente. A expressão "bunda de pedreiro" foi a primeira a ser vista em 1988. Os termos são baseados na impressão popular de que esses profissionais são particularmente inclinados a cometer esta gafe.
Nos Países Baixos o termo "bouwvakkersdecolleté" é utilizado e pode ser traduzido como "decote de pedreiro".
No Brasil, a gíria "cofrinho" surgiu da semelhança entre o orifício próprio para inserir moedas em pequenos cofres em formato de porco e a região entre as nádegas que a roupa não pôde esconder. Quando isto acontece a alguém, a situação é denominada pagar cofrinho.